# 愛意

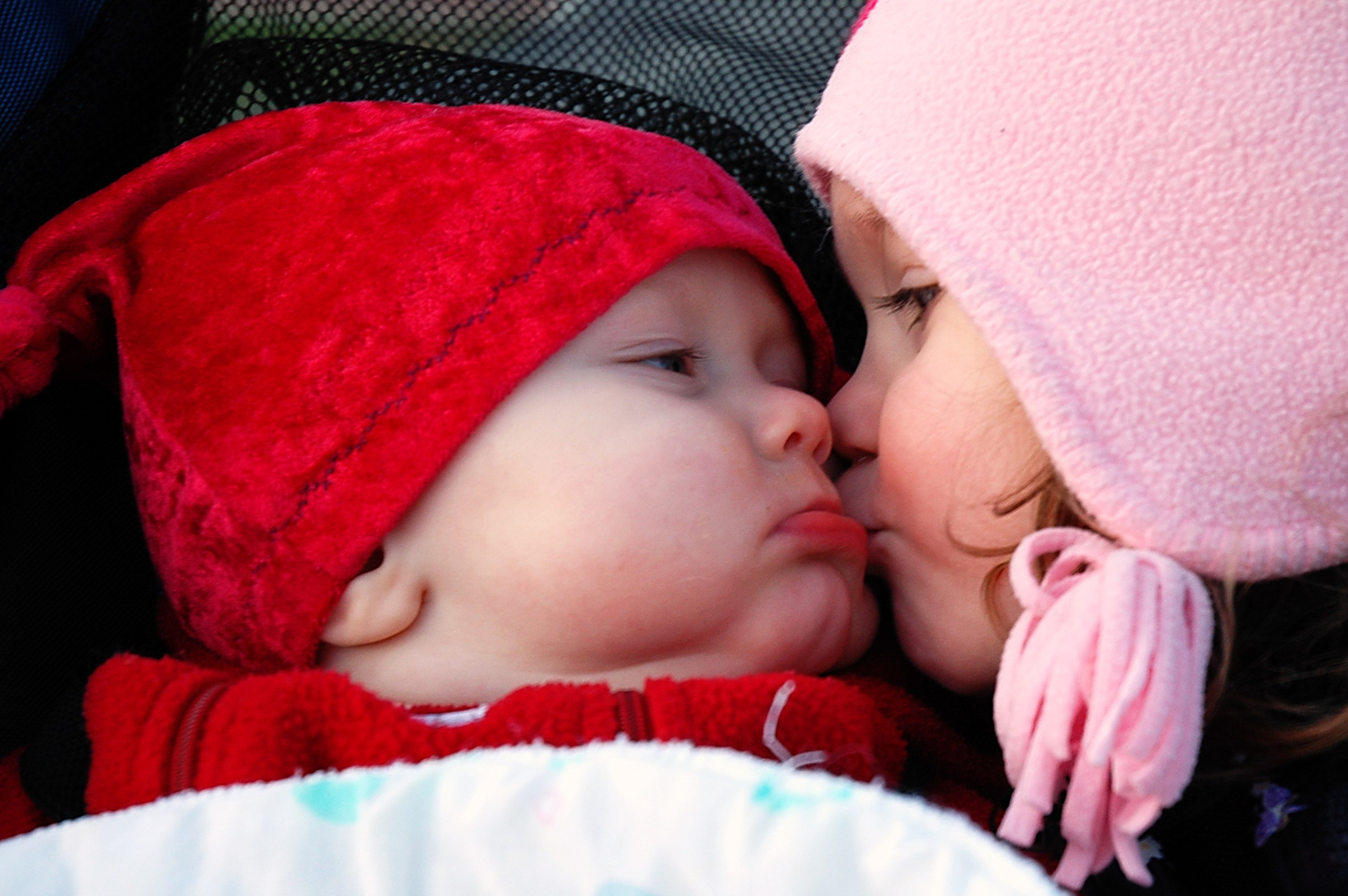
在西方文化中，人們會在另一人的臉頰、額頭、鼻子、嘴巴或嘴唇親吻來表達感情。

情意、愛意、愛慕或喜愛之情
是指被熟悉的事物深深吸引，难以割舍的、性情、精神或身體上較罕見的狀態，常常會和情愛的感覺拉上關係。這種情感衍生出數個關於情緒、疾病、影響力和狀態的哲學和心理分支。「愛慕」被普遍地用表示一種愛的感覺或形式，比好意或友誼有較高的層次。在道德倫理上，作家或會用這個詞彙來表達長久和短暫的兩種不同的狀態和感覺。有些人會用激情來對比它這種獨特感性元素。
通過言行簡單表達的愛意可以產生各種各樣的情緒影響，概括喜悅到不適至徹底恐懼。事實上，表達情感對施者和受者都有不同的實際影響。

## 外部連結
- 维基语录上有关Affection的语录